# Glutamin-tRNK ligaza
Glutamin-tRNK ligaza (EC 6.1.1.18, glutaminil-tRNK sintetaza, glutaminil-transfer RNK sintetaza, glutaminil-transfer ribonukleatna sintetaza, glutamin-tRNK sintetaza, glutaminska translaza, glutaminil ribonukleinska kiselina, GlnRS) je enzim sa sistematskim imenom L-glutamin:tRNKGln ligaza(formira AMP). Ovaj enzim katalizuje sledeću hemijsku reakciju
ATP + -glutamin + tRNKGln {\displaystyle \rightleftharpoons } AMP + difosfat + L-glutaminil-tRNKGln

## Literatura
- Nicholas C. Price; Lewis Stevens (1999). Fundamentals of Enzymology: The Cell and Molecular Biology of Catalytic Proteins (Third изд.). USA: Oxford University Press. ISBN 019850229X.
- Eric J. Toone (2006). Advances in Enzymology and Related Areas of Molecular Biology, Protein Evolution (Volume 75 изд.). Wiley-Interscience. ISBN 0471205036.
- Branden C; Tooze J. Introduction to Protein Structure. New York, NY: Garland Publishing. ISBN 0-8153-2305-0.
- Irwin H. Segel. Enzyme Kinetics: Behavior and Analysis of Rapid Equilibrium and Steady-State Enzyme Systems (Book 44 изд.). Wiley Classics Library. ISBN 0471303097.

## Spoljašnje veze
- Glutamine---tRNA+ligase на 